# Afaya

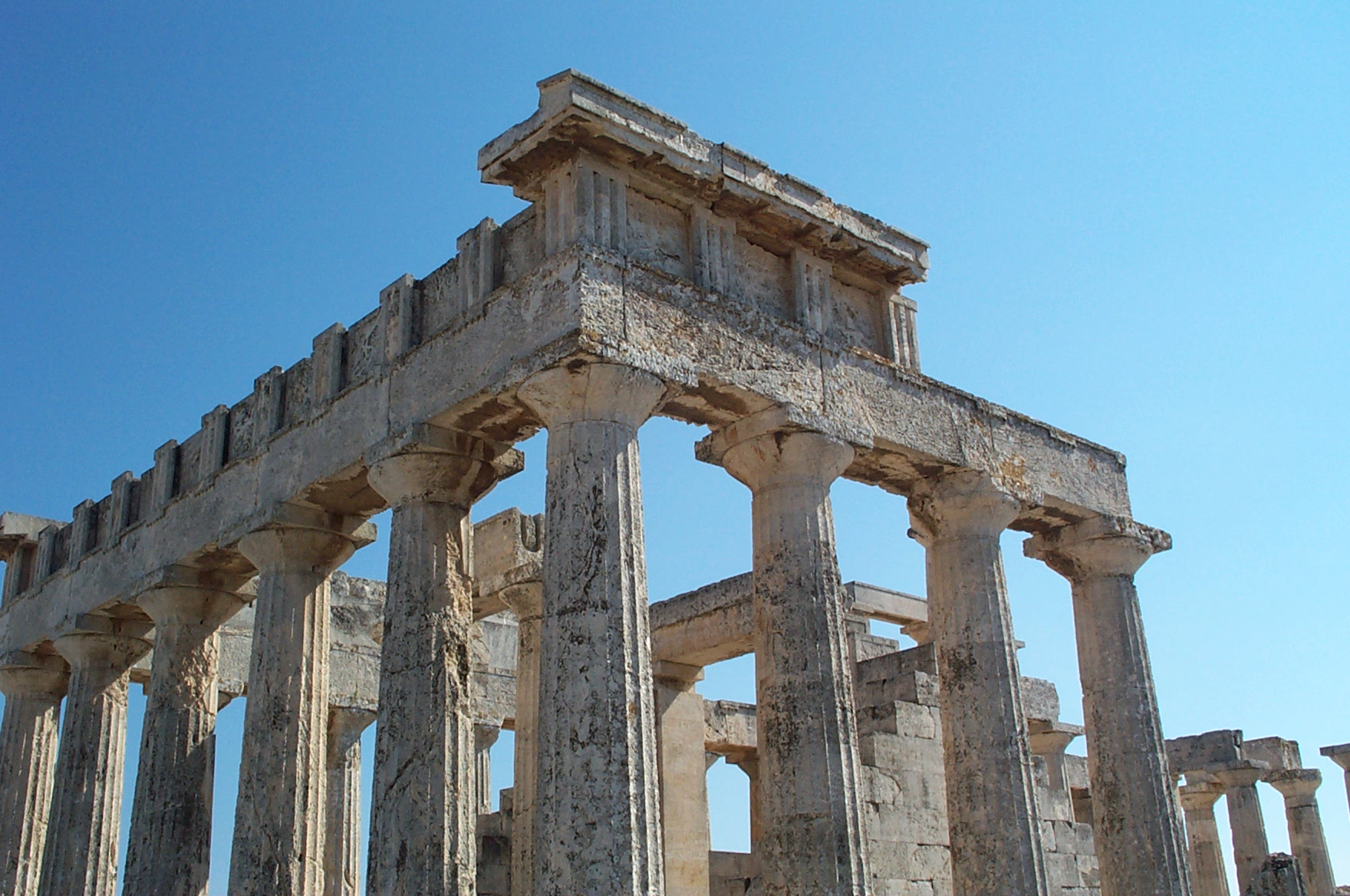
Templo de Afaya en la isla de Egina.

En la mitología griega, Afaya o Afea (del griego Ἀφαία, «sin luz», que a veces se trascribe erróneamente como Afaia) era una diosa griega relacionada la fertilidad y el ciclo agrícola.

## Mito
Britomartis era una ninfa cretense hija de Zeus y Carme. Compañera de Artemisa, vivía en Gortina. Muy bella, fue perseguida sin cesar por los hombres, entre ellos, el rey Minos, de quien intentó escapar arrojándose al mar. De allí fue recogida en las redes de un pescador de la isla de Egina que se enamoró de ella. Britomartis llamó a Artemisa, su hermanastra y protectora, que la hizo desaparecer: se hizo Afaya, la «sin luz» o «invisible». El templo en su honor sería construido en el lugar de su desaparición.
Se la conocía ya desde tiempos tan antiguos como el siglo XIV a. C. como una deidad local asociada con la fertilidad y el ciclo agrícola. Bajo la hegemonía ateniense, se la llegó a identificar con las diosas Atenea (Atenea Afaya) y Artemisa. En el siglo II a. C., el viajero y geógrafo Pausanias, escribía:

En Egina, yendo hacia el monte de Zeus Panheleno se encuentra el santuario de Afaya, a quien también Píndaro compuso una oda a instancias de los eginetas. Los cretenses (porque los mitos sobre Afaya provienen de Creta) dicen que Eubuleo era hijo de Carmanor, que purificó a Apolo de la matanza de la Pitón, y dicen que Britomartis era la hija de Zeus y de Carme, hija de Eubuleo. Disfrutó de las carreras y de la caza y era particularmente querida por Artemisa. Mientras huía de Minos, que la deseaba, se moldeó a sí misma en molde de red para pescar. Artemisa la hizo diosa, y no solo los cretenses, sino también los eginetas la reverenciaban. Los eginetas dicen que Britomaris se mostró a ellos en su isla. Su epíteto entre los eginetas es Afaya y Dictina ["pescadora con red"] en Creta.
 Pausanias: Descripción de Grecia, II.30.3

## Culto

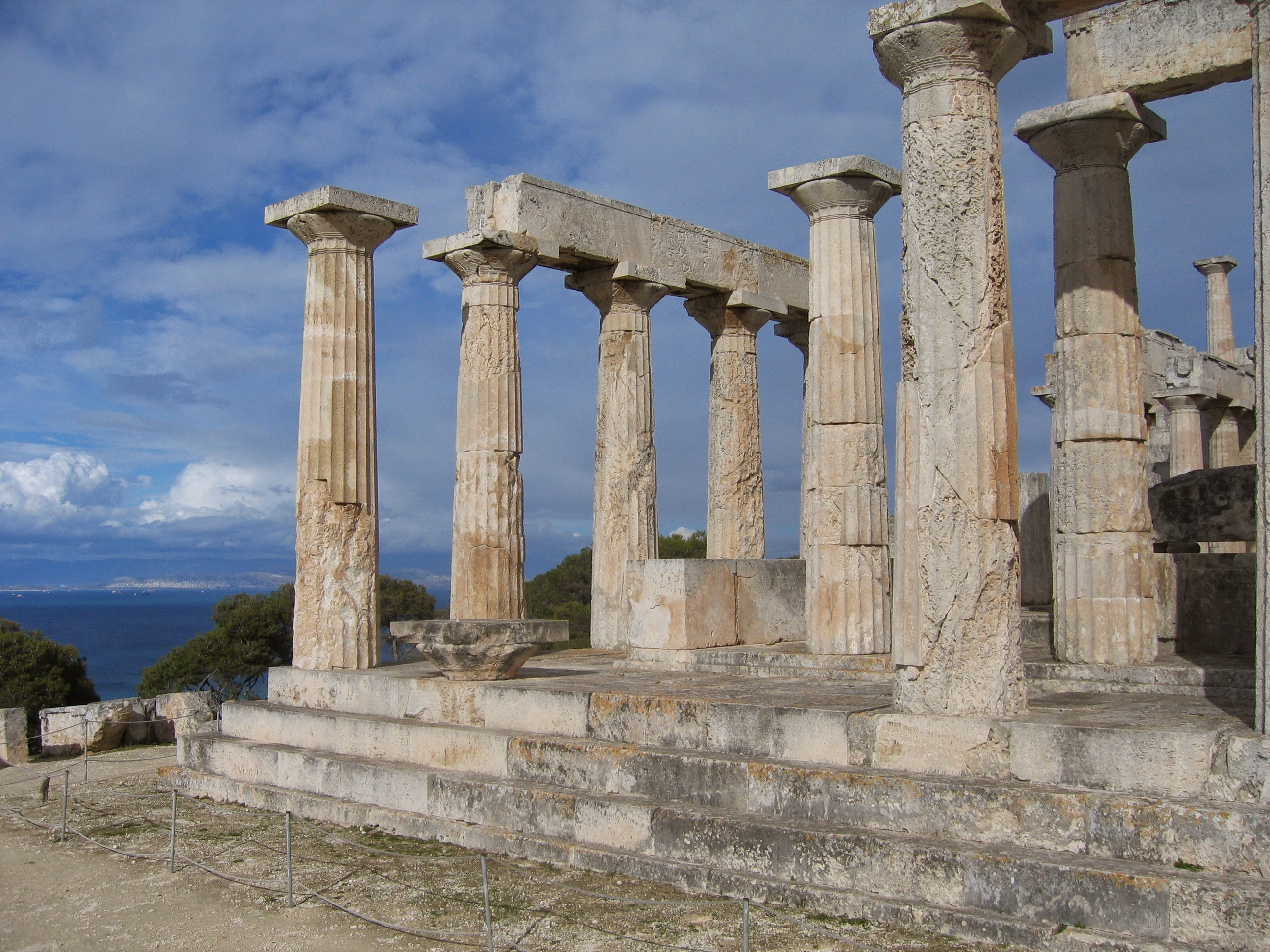
Otra vista del templo de Afaya en la isla de Egina.

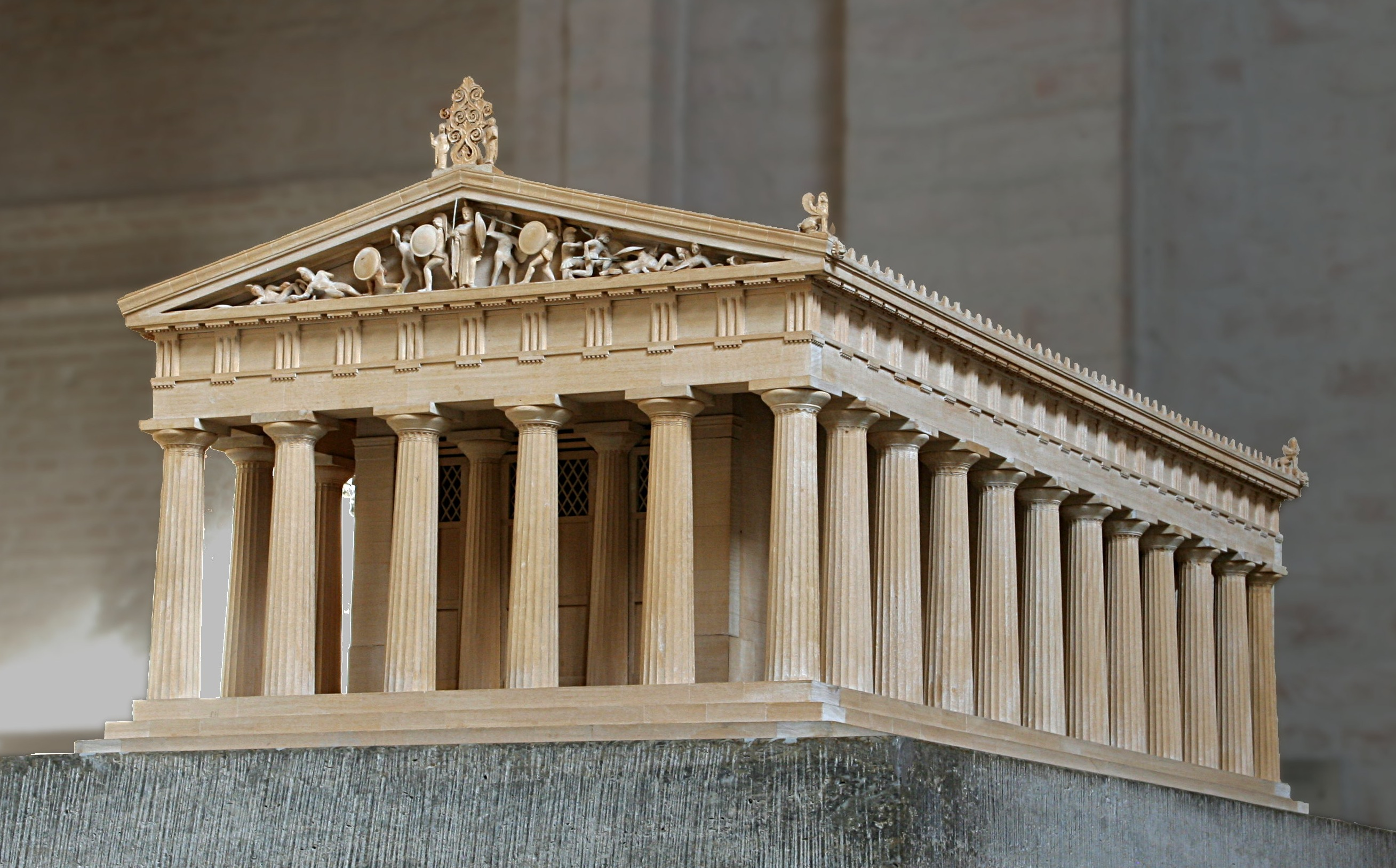
Maqueta del templo de Afaya en la Gliptoteca de Múnich.

Fue venerada casi únicamente en el santuario de la isla de Egina, en el golfo Sarónico. Los restos del templo de Afaya del período Arcaico Tardío se encuentran dentro de un complejo en el extremo noreste de la isla de Egina. El templo existente fue construido alrededor del 500 a. C. en el sitio de un templo anterior que se había quemado.
Se ha encontrado una vasija del siglo V a. C. en el recinto del templo de Apolo en Bassae, en Arcadia, con una inscripción con lo que puede ser una dedicatoria a Afaya. Si fuese así, sería la primera mención inscrita conocida a esta diosa fuera de Egina.